# Juraj Drašković von Trakošćan

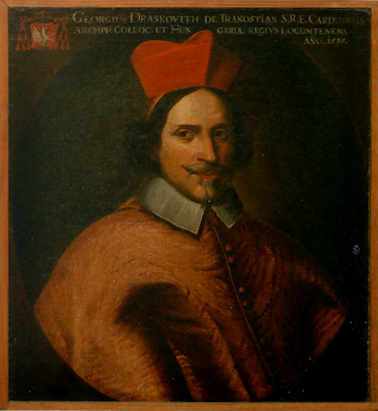
Kardinal Juraj Drašković (Portrait, vermutl. 17. Jh.)

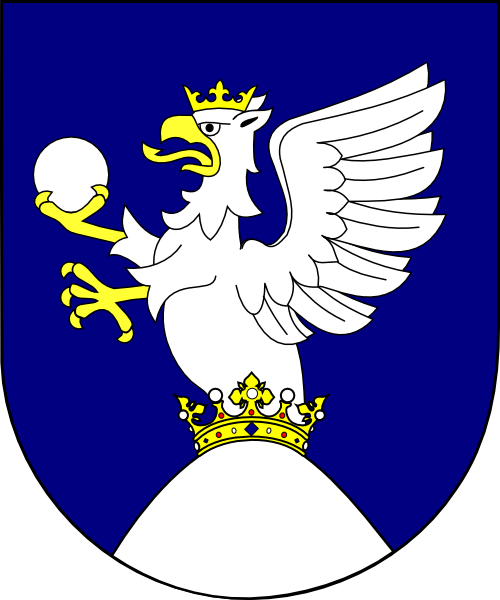
Wappenschild

Juraj II. Drašković von Trakošćan, ungarisch György Draskovics (* 5. Februar 1515 auf Burg Bilina in Kroatien, Region Bukovica (westlich der Stadt Knin); † 21. Januar 1587 in Wien) war ein kroatischer Adliger, Erzbischof und Kardinal. Von 1567 bis 1576 war er Ban (Vizekönig) von Kroatien.

## Leben
Juraj Drašković entstammte der kroatischen Adelsfamilie Drašković. Sein Vater war Bartol Drašković (* ca. 1500; † 1538), ein Kleinadliger aus dem Süden Kroatiens. Seine Mutter Ana geb. Utješinović, geboren in Kamičak, war eine Schwester des Kardinals und Staatsmannes Juraj Utješinović, bekannter als Georg Martinuzzi.
Er studierte in Krakau, Wien, Bologna und Rom, empfing 1539 die Priesterweihe und wurde Domherr zu Großwardein, Abt zu Lelesz, infulierter Propst der Kollegiatkirche St. Martin zu Preßburg, König und Kaiser Ferdinands I. Rat und Beichtvater, sowie 1557 Bischof von Fünfkirchen.
1561 übersetzte er das Buch von Vinzenz von Lérins „wider die Ketzer“ (Commonitorium fidei). Er nahm für Kroatien und Ungarn am Trienter Konzil teil, wo er im Interesse des Kaisers auftrat. Ferdinand ernannte ihn dafür 1565 zum Bischof von Agram (Zagreb), und sein Nachfolger Maximilian II. zum Wirklichen Geheimen Rat, sowie 1567 zum Ban von Kroatien, Dalmatien und Slawonien. 1573 wurde er Erzbischof von Kalocsa.
Unrühmlich bekannt wurde Juraj Drašković in seiner, durch die Obrigkeit abgesicherten Machtstellung, durch die Unterdrückung und Ausbeutung der ihm anvertrauten kroatischen Bauern. Als Ban war er maßgeblich an der rücksichtslosen Niederschlagung des kroatischen Bauernaufstands von 1573 beteiligt. Den Führer des Aufstands, den von den kroatischen Bauern ausgerufenen Bauernkönig Matija Gubec, ließ er auf dem Agramer Markusplatz (Markov Trg) foltern und anschließend hinrichten.
Juraj Drašković organisierte die Verteidigung gegen die Türken, wobei er relativ erfolgreich war. Dafür verlieh ihm Kaiser Rudolf II. 1578 die Würde eines ungarischen Hofkanzlers und gab ihm zusätzlich zu seinen anderen Pfründen 1578 das Bistum Raab. Im Jahre 1584 überließ der Kaiser ihm das Schloss Trakošćan, das bis 1945 im Besitz der Familie blieb. Von Papst Sixtus V. am 18. Dezember 1585 zum Kardinalpriester und von Kaiser Rudolf zum Statthalter Ungarns erhoben, starb er am 21. Januar 1587.